# 役満 (任天堂)
『役満』（やくまん）は、任天堂より発売された麻雀ゲームソフトのシリーズ、または任天堂より発売されている麻雀牌のブランド名である。
電子ゲーム版『コンピュータマージャン役満』についても本項にて記載する。
ゲームソフトの『役満』シリーズのラインナップは以下の通り。
- 役満（ゲームボーイ）
- 新4人打ちマージャン 役満天国（ファミリーコンピュータ）
- どこでも対局 役満アドバンス（ゲームボーイアドバンス）
- 役満DS（ニンテンドーDS）
- Wi-Fi対応 役満DS（ニンテンドーDS）
- 役満Wii 井出洋介の健康麻将（Wii）
- 役満 鳳凰（Wii U、ニンテンドー3DS）

## 概要
任天堂は、ファミリーコンピュータで『麻雀』と『4人打ち麻雀』の2作を発売しているが、これ以降に任天堂から発売された麻雀ゲームソフトは基本的に『役満』をタイトル名に含んでいる（『井出洋介の健康麻将DSi』を除く）。
麻雀牌ブランドとしての「役満」は1964年より展開している。一時期途絶えたが、2013年11月に新製品を投入した。

## コンピュータ麻雀役満
『コンピュータ麻雀役満』（型番：MJ 8000）は、任天堂が1983年に発売した電子ゲーム。麻雀牌以外の製品で任天堂が「役満」の名称を使用したのはこの商品が初。本体には「Computer Mah-jong YAKUMAN」と英語のロゴ表記が印刷されている。
液晶画面を用いた電子ゲームであり、同時期に展開していたゲーム&ウオッチと同様の技術で製造されているが、ゲーム&ウオッチシリーズにはカウントされていない。本体2台を専用通信ケーブル（別売）で接続することにより2人対戦も可能だった仕様は、のちのゲームボーイ版『役満』のルーツとしても見ることができる（どちらの通信ケーブルも制作には横井軍平が関わっている）。
CPUは対局のアルゴリズムは持っておらず、最初からテンパイしていてプレイヤーが上がれないと適当なタイミングで上がるというからくりだった（この頃の雑誌などに掲載されていた8ビットパソコン用麻雀ゲームも、同じようなロジックを採用していた）。

## 役満
『役満』（やくまん）は、『役満』シリーズの1作目である。ゲームボーイのローンチタイトルのひとつ。2000年3月1日からはニンテンドウパワーで書き換えサービスが行われていた（2007年終了）。
2人打ちで、通信ケーブルで2人対戦が可能。1人用は5人のコンピュータ雀士から相手を1人選んで対戦する。CPUの仕様は電子ゲーム版と同じ。
ルール
- 役満の複合も認めてはいるが、点数計算はシングル役満で打ち止め。
- 四暗刻は単騎とシャンポンを別の役と扱うが、四喜和は大と小の区別が無い。
- 清一色の七対子は大車輪と扱われる。3倍満や数え役満もある。
- 喰い平和による20符1飜（親1000点、子700点）を認めている。
- 七対子は50符1飜。
- 海底摸月と河底撈魚の区別が無い。
- 喰い替えあり。どちらかが箱割れになってもプレイは続行。マイナスになってからの立直も可能。
- オーラス親あがりやめは無い。
- 2人打ちゆえに搶槓は無い（振聴になってしまうので成立不可能）。
- 不聴罰符は1500点固定。積み棒は1本300点で親が流れると0本に戻る。
- 喰断後付、振聴立直、不聴親流、南入、自模平和、BGMの有無は開始時に自分で決める（2人対戦では1PLAYER側が決める。デフォルトでは振聴立直のみ無し。振聴立直無しに設定した場合立直後は見逃し禁止になり和了可能になれば強制的にロンまたはツモが表示される）。

初期バージョンではパッケージに描かれた役満仙人が多牌（15枚目の牌をツモっている）している。後に修正された。任天堂のサイトでは修正前の画像を閲覧することができる。

### キャラクター
キマジメタロウ（生真面目太郎）　
バランス型の男性キャラクター。チー、ポン、立直とどれもその場次第で行なう。センニン程極端ではないにせよ役満を仕掛けてくる確率も比較的高く、時には闇もありと臨機応変な手を打って来るので難易度は高目。守りもよく考えている方であり、不利な手牌になると降りるという選択をしてくることもある。彼との対戦にはとにかく対応力が重要。
ヤミノハンゾウ（闇野半蔵）
絶対に鳴かない男性キャラクター。名前通り闇での手作りにこだわり立直も絶対にしないので聴牌を察し難く、何が狙いか読み難いのが難点だが、その性質上役のある形を自分で作らなければいけないために手が遅くなりやすいので聴牌率はあまり高くなく、和られても点数は比較的低い傾向にある。彼との対戦では手作りしている間に早逃げが有効だが、前述通り常に闇手なので手牌が減らないため降りるという選択が取りやすく、守りは5人中最も強いので高い手を狙うのは難しくなり、振り込み率がかなり低いという守備型キャラクター。
リーヅモヒメコ（理津藻姫子）
絶対に鳴かない女性キャラクター。NPCで唯一の女性。ハンゾウとは逆に聴牌になると必ず立直する。裏ドラや一発などの偶然役が乗り易く和られると高い点になることも多い。ただしどんなに悪い聴牌でも立直するため守りが全く無く、不調時には自分から立直棒を損してしまう。彼女との対戦では立直される前に早逃げするか、高い手ができたら相手の出を待って追掛立直という方法が効果的。
ナキノジョー（泣木野ジョー）
ハンゾウやヒメコとは逆にとにかくチーやポンを多用する男性で、こちらの手を乱され易い代わり何をするかすぐにわかるので妨害も容易。その分聴牌率は高いが喰い下がりにより点数は低目になる傾向が強い。鳴けなくなるせいか門前で聴牌になっても絶対に立直はしない。好調時にはかなりの早逃げを見せてこちらの手を潰してくるが、不調時には不用意な鳴きで自ら和了困難にしてしまうこともある。また手牌を減らすので守りが弱く、こちらの立直に振り込みやすい。
ヤクマンセンニン（役満仙人）
名前通り役満ばかり狙ってくる男性。必ずどれかの役満に繋がる配牌になり、和られると多大な損失が確定するので最強との声もある。役満以外は絶対に狙わないが、例えば四暗刻をシャンポンで待ってロンしたり高目で役満の聴牌から安目で和る等偶然に通常役が発生することはある。彼との対戦では他の4人とは異なり和らせないことが重要になるので副露の有無や出した牌の種類からどの役を狙っているか早目に見切って妨害できるか否かが勝敗を分ける。国士無双で立直をかけたりする。守りは気にしていない様子であり、早逃げ狙いの手に振り込んでくれたりすることも珍しくない。

### 移植版
| No. | タイトル                            | 発売日       | 対応機種        | 開発元                     | 発売元 | メディア                                      | 型式 | 備考 | 出典              |
| --- | ----------------------------------- | ------------ | --------------- | -------------------------- | ------ | --------------------------------------------- | ---- | ---- | ----------------- |
| 1   | 役満                                | 2000年3月1日 | ゲームボーイ    | インテリジェントシステムズ | 任天堂 | フラッシュロムカセット （ニンテンドウパワー） | -    |      |                   |
| 2   | ゲームボーイ Nintendo Switch Online | 2023年2月9日 | Nintendo Switch | 任天堂                     | 任天堂 | ダウンロード                                  | -    |      | [ 5 ] [ 6 ] [ 7 ] |

## 新4人打ちマージャン 役満天国
『新4人打ちマージャン 役満天国』（しんよにんうちマージャン やくまんてんごく）は、『役満』シリーズの2作目、兼『4人打ち麻雀』の続編である。説明書のイラストは桜玉吉が担当した。
バッテリーバックアップ機能を備えたソフトで、最大3つまで記録（ファイル）を残すことができる。
計21人で対戦するワールドモードとフリーモードがある。

### ワールドモード
ワールドモードは、世界の7都市（京都、モスクワ、パリ、ニューデリー、香港、リオ（リオデジャネイロ）、ラスベガス）を回り、決まった対戦相手と対戦を繰り広げるものである。
対戦には参加費$200が必要であり、所持金がこれに満たない金額になるとゲームオーバーとなり、最初（京都）からやり直しとなってしまう。
また、このゲームはオートセーブのため対局途中でのやり直しがきかない。半荘の途中でコンピュータのリセットボタンを押したり電源を切ったりしてしまうと、その対局を棄権したものと見なされる。参加費は払った時点でオートセーブされるため、絶対に取り戻すことはできない。棄権して再起動すると再び参加費$200を払わねばならなくなる。所持金が$200に満たない金額だった場合は問答無用で即ゲームオーバーとなってしまう。ただし、役満をあがるとミニゲームで最大$1500を回収できるため、積極的に役満を狙う事で所持金を確保出来る。
そのため、いったん引き受けた対戦は必ず半荘終了までやり切る必要があり、連荘が発生すると長時間のゲームを強いられることも間々ある。

#### クリア条件
各都市ではそれぞれ異なったクリア条件が存在し、決められた数の対局を終了すれば終わりになる都市もあれば、半荘終了時の得点がトップで終わった回数をクリア条件にしている都市もある。このクリア条件が満たされた時、それぞれのプレイヤーに正式な順位が発表される。この順位がLv1では3位以内、Lv2では2位以内、Lv3では1位であれば、その順位に応じた賞金（1位　$400、2位　$200（※Lv1、Lv2のみ）、3位　$100（※Lv1のみ））獲得とともに次の都市へ進むことができる。クリアできる順位より下位に終わってしまった場合は、所持金が$200以上あればリトライ、$200未満であればゲームオーバーになる。その後、ある程度の都市に進んだときはTOP4に登録される。
順位は原則として1回戦（半荘）毎に対戦終了時の点数に応じて得られるポイントの合計（トータル）の高い順に定められるが、1位に限っては例外がある。半荘終了時の得点がトップで終わった回数をクリア条件にしている都市では、ポイントの合計に関係なくそのクリア条件を最初に満たした者が自動的に1位となり、2位以下はポイント合計の高い順によって定まるようになっている。そのため特にLv3では注意を要する。
Lv3のラスベガスで1位になった場合、ラスボスとしてモーパイパイ・かみなきじじい・マスタージャンと対決することになる。
所持金を消費しないが4位になると即ゲームオーバー。4位にならずに1位に2回なるとエンディングになる。

#### 機内対戦
Lv1で、所持金が$0の時に3位でクリアすると、賞金は$100しかないため、次の都市では参加費$200が払えずこのままではゲームオーバーとなってしまう。しかしここで案内人のモーパイパイが門下生3人との対局を用意してくれる。ここで半荘対戦を行い、トップで終わることができれば特別賞金として$100を獲得でき、次の都市へ進むことができる。逆に2位以下で終わってしまうと特別賞金は貰えずゲームオーバーとなってしまう。
この点から、Lv1でもなるべく2位以内に収まるように対戦することが重要といえる。

### フリーモード
ワールドモードのLv1で登場する対戦相手から好きな対戦相手3人を選んで戦うモード。ここでは参加費、棄権などは発生しないため、無理に半荘までやり切る必要もない。ただし、ワールドモードで対戦、滞在中のファイルではフリーモードで遊ぶことはできないため注意。
Lv2以上に達すると、Lv1の対戦相手に加え、Lv2以上で対戦経験のある相手も選べるようになる。また、Lv2でLv1の対戦相手がその都市に残留（但し、京都は除外）していた場合は、本来登場するLv3の相手が現れる事もある。

### キャラクター
モーパイパイ
Lv1の案内人。最初の案内人ゆえに優しい性格で、説明書でも登場する。
かみなきじじい
Lv2の案内人。スキンヘッドに白ひげはモーパイパイにそっくりだが、性格はモーパイパイとは似ても似つかず冷徹。
マスタージャン
Lv3の案内人。性格は優しい。容姿は白ひげを除けばモーパイパイ、かみなきじじいとは全く違っている。
あずまかっくん
最初の対戦都市、京都に登場する対戦相手の一人。34歳。京都出身のサラリーマンで四角い顔とメガネが特徴。幼い頃からブー麻雀や東風戦を経験。気が小さくて堅実な麻雀を打ち、高い手を決して狙おうとしない。跳満などの大きな和了はあまり見られないが、鳴かず立直もせず突然上がる「不意討ち」が多く、意外に油断のならない相手でもある。
つもりいっぱつ
あずまかっくんと同様京都で登場。50歳、北海道出身のギャンブラー。北海道の厳しい寒さに耐えて暮らしてきたという。和服を着用しておりいわゆる頑固親父を思わせる容姿。そのイメージを裏切らず、リーチ一発を狙うことにとことんこだわっており、滅多に鳴かない。
みどりひかる
京都で登場する対戦相手の一人。24歳、東京出身のOLで容姿は美人そのものだが、高い上がり役で上がることが多くたまに役満を繰り出すこともあり、油断していると一瞬でハコテンに叩き落される危険性を持つ。東京の女子短大を卒業後、証券会社に就職。気ままなOL生活を送っているという。發、索子の混一色を好む。いらない牌は何でも切るわがまま麻雀を打つ。
マジャンスキー
Lv1モスクワで初登場。60歳。モスクワ出身の共産党幹部で「ヘタストロイカ」を推進しているという。「下手でも麻雀が楽しめる国にする」ことを公約とし一躍人気を得たが、最近は下降気味。ヘタの横好き的イメージもあるが、強気一辺倒の麻雀を打つ。秘密主義。おっとりした口調で話す。麻雀の腕は人並みのよう。
クイスチーネ
Lv1パリで初登場。29歳でスウェーデン出身のモデル。普段はとてもやさしい性格なのだが、麻雀をやると人が変わる。鳴いて早上がりを狙うことが多いが、たまに立直をかけることもある。
ターパイシン
Lv1ニューデリーで初登場。42歳、インド出身のプロレスラー。頭にターバンを巻いており、独特の口調で話す。凶器攻撃専門のプロレスラーだけに、乱暴で攻撃的な性格。アンカン、ミンカン、リーチ、ドラ切りなど場を荒らすことは何でもやるが、他人がやると怒るという。自己中心的麻雀。
ポーロリくん
Lv1香港で初登場。25歳、香港の学生。ひとりっこで甘やかされて育った典型的オタク青年。麻雀はテレビゲームで覚えた。ガードが甘くポロポロと振り込んでしまうことが多い。
ウラドーラ
Lv1リオで初登場。52歳、ジャマイカ出身のミュージシャン。昔は有名なレゲエバンドのボーカルだったが、サンチョポンザと出会ってから麻雀にのめり込み、本業を忘れたという。発声に特徴があり、とくにリーチの際は「プリィィク!」と甲高い奇声をあげる。つもりいっぱつのように、鳴かず立直をかけて上がることが多い。
シドザンク
Lv1ラスベガスで初登場。モヒカン頭が印象的。21歳、イギリス出身のパンクロッカー崩れ。パンクが好きで、高校生のときにミュージシャンを目指していたが、途中で麻雀に溺れたという。いつもつっぱっていて降りることがない。よくあがるが振込みも多い。
シロステチョフ
Lv2モスクワで初登場。50歳。リトアニアのしがない労働者。世間の騒乱もものともせず、ただひたすら麻雀にのめり込んでいる。手牌がよくないと降りる辛抱強さがあり、図太い。やや小太りの男性。
グレトフリテン
Lv2パリで初登場。38歳、イギリスの貴族。身分が高いのでプライドも高く、捨て牌で面子ができることを嫌う。優柔不断なため、振聴が多い。茶色のスーツにハットという容姿はまさに貴族そのものだが、声はオヤジ声である。
ドラキリ
Lv2ニューデリーで初登場。35歳の修行僧。普段はインドの奥地で怪しげな密教の修行をしている。常に無表情で発声も「ウェーッ」という一種類のみである。ピンチになると錯乱してついドラを切ってしまうのだが、それでも顔は無表情のまま。あがったときは喜びで唇がわずかに上がり、振り込んだときは顔を上下して怒りを示す。また4位になったりドボンしたときは悲しみで目を閉じる。
ロンロン
Lv2香港で初登場。12歳。中国出身の家事見習い。本場中国の山奥で麻雀修業をしていたが、師匠の許しを得て現在は北京の雀荘を荒らしまくっている。少女だがその容姿に似合わず麻雀の腕は確かなもので、強敵。
サンチョポンザ
麦藁帽子にポンチョを着用した男性。Lv2リオで初登場。37歳のメキシコ人ミュージシャン。メキシコの民族音楽を世界に広めようと各地を旅しているうちに麻雀を覚え、その魅力にとりつかれてしまった。トイトイ狙いですぐポンをするが、結局はたいした手にならない。陽気だが麻雀の腕はそこそこ。
マリリンホンロ
Lv2ラスベガスで初登場。35歳、アメリカの女優。一時期の下積み生活から這い上がって現在の地位を築いた。堅実な麻雀を打つ。
チンイツカン
Lv3モスクワで初登場。40歳、モンゴル出身のフリー雀士。ジンギスカンを目標とし世界制覇を目指していたが、途中で麻雀の魅力にとりつかれ、今はただのフリー雀士。やたらと清一色ばかりを狙う。スキンヘッドにランニングというかなりの薄着。
ジャンピエール
Lv3パリで初登場。25歳、フランス出身の金持ちのプレイボーイ。男性だが髪が長く片目が前髪に隠れてしまっている。プライドが高く、麻雀という名前の響きに魅せられ、現在に至っている。華麗な麻雀を好む。
ピンズーラジャ
Lv3ニューデリーで初登場。45歳の女性でインドの占い師。少女時代に突然霊感を得て占い師になった。独特の占いによって打牌を決めるのだが、ときどき無茶苦茶になる。筒子を崇拝しているが外目には目立たない。占いが冴えるとすごく強いという。
ブルースリーチ
Lv3香港で初登場。30歳。香港の武道家。一撃必殺の中国拳法を修得。その奥義を麻雀に応用することを編み出し、勝ちまくっているという噂。発言はいつも「アチョーッ!」。
サンバデロン
Lv3リオで初登場。28歳。ブラジル人ダンサーで、派手な髪型をした女性。子供の頃からサンバでリズム感を鍛えた。華麗なダンスで人を惑わせ、そのスキにあがってしまう特技を持つ。巧みに相手のリーチをかわしてあがる。振り込まない。荒れ場が得意。発声は「チャチャチャウー!」というもの一種類だけ。
アタルカモネ
Lv3ラスベガス（最終ステージ）にのみ登場する男性。51歳。イタリア出身のマフィア。スキンヘッドで口には葉巻をくわえており、体型は太め。他のマフィアとの激しい争いを勝ち抜いてきただけに、手段を選ばない。「裏切り者は消せ」が口癖。テンパイの時期がまったく分からず、まさかと思った牌が当たってしまう。かなりのガラガラ声で威圧的な発声をする。

## どこでも対局 役満アドバンス
『どこでも対局 役満アドバンス』（どこでもたいきょく やくまんアドバンス）は、前作から約10年ぶりに発売された『役満』シリーズの3作目である。
通信ケーブルにより4人までの対戦が可能。1カートリッジプレイとマルチカートリッジプレイ（各人にテクニカルサポートがつく）に対応している。また、初心者向けに麻雀用語集を呼び出せる機能が追加された。

### キャラクター
さだきち
サングラスをかけたお坊さんの様な風体。聴牌するとすぐにリーチをかける為、ダマテンの心配が無い相手。故に初心者向け。か細く気が抜ける喋り方をする。
しろう
赤いニット帽に赤いタートルネックのセーターを着ている。とにかく良く鳴き、結果として役が何も出来ていないことも。初心者向けだが、場が荒らされるため厄介。口癖は「〜でし」。
あずさ
ピンクの髪の女の子。初心者向けキャラクターの中では、一番癖の無いタイプ。しっかりダマテンもする。ただ、大きな役で和了ることは希。
キョーコ
水色の髪の女性。ゲーム中でも「ポンが好き」と書かれている通り、役牌や対々和などで和了ることが多い。口癖は「〜でしゅ」。
しゅうじ
サングラスをかけた若者風。しろうと同じく、鳴き出すと止まらない所がある。ゲーム中は「安手でも平気で和了る」とあるが、実際はそこそこ手役を絡めてくることが多い。口癖は「〜ッス」。
ユリ
青い髪に赤いヘアバンドをつけた女の子。極めて元気で、鳴く際も「ポーンッ!」「チーッ!」と威勢が良い。
たけぞう
頑固そうなおじいさん。初心者向けとなっているが、どういうわけか上級者キャラよりも遥かに強い。誰かが聴牌しても、上手く廻し打って和了れる形に持ち込むのが得意で、よく和了り、まず振らない。満貫だとダマテンでいることが多い。リーチを書ける時は大抵安手。口癖は「〜ぢゃ!」。
まさゆき
メガネをかけた生真面目な男。鳴いて早和了りするのが信条。聴牌が早く、さらっと和了ることが多い。とは言え、役牌のみなど、決して高い和了りではないため、相手にはし易い。口癖は「〜です」。
よしお
白いスーツに白い帽子のキザな風体。ノミ手和了りせず、三翻程度には纏めてくる。理想の手牌になるまでダマでいるが、他家がリーチをすると挑戦的に追っかけリーチをしてくることが多い。口癖は「〜サ」。
れいこ
テンガロンハットを被った、ウェスタン風な女の子。まず鳴くことが無く、聴牌すれば終盤であってもリーチで攻めて来る。さだきちと違い、高めの役作りもきちんと行う。口癖は「〜だヮ」。
あつお
さわやか好青年風。リーチをしないで、いつでも廻し打ちができるように心がけているが、その割にはよく振り込む。役牌や平和にドラを絡めるような和了りが多く見受けられる。口癖は「〜だぜっ!」。
たいち
真っ赤なモヒカンにピアスがトレードマークの、パンクな格好をした青年。早和了りを信条としており、役牌を良く鳴く。ツモの言い方に独特の癖がある。
RB
ワインレッドのサングラスにシルクハット、大きな蝶ネクタイと言った、やや奇抜な出で立ち。打ち回しにこれといった特徴はなく、リーチとダマテンも半々程度。手役も三翻程度は良く乗せてくる。口癖は「〜ネ」。
かおり
気の強そうな女の子。染め手が好きで、彼女が役牌でもないのに鳴いたら、ほぼ混一色、清一色を狙っていると思って良い。
まさとし
ハリネズミのような頭をした少年。上級者向け。役作り重視で、和了りも派手なことが多い。無茶なオープンリーチしてでも翻を上乗せしてくる。口調に似非中国人のような訛りがある。口癖は「〜ネ」。
あきこ
裕福な貴婦人風。上級者向け。手役も作るが、まず聴牌にまで持っていくことを重視する雰囲気がある。鳴くことが多い。口癖は「〜よ」。
のりやす
ハンチング帽にスーツ、口ひげを蓄えた貫禄のあるおじさん。上級者向け。癖の無い麻雀を打つ。悪形の待ちでも平然とリーチをするため、筋を頼った読みが利きづらい。
ひとし
オールバックの髪型に吊り上がった眼鏡をかけた、関西風ヤクザのような風体。上級者向け。大きい手を狙うため、なかなか和了ることが無く、ストレートに勝ててしまうこともしばしば。しかし、役満で和了る確率が圧倒的に高く、半荘2〜3回に1回は役満を和了る程。彼が字牌を一つでも鳴いたら、大三元、小四喜、大四喜を覚悟した方が良い。口癖は「〜や」。
ひろみ
泣きぼくろが特徴のお姉さん。初心者向け先生役でもある。無理に役を追わず、手なりで進めていくタイプ。口癖は「〜ね」。
こみぃ
風になびくスカーフが特徴の、ヒーローキャラクターを髣髴とさせる男の子。中級者向け先生役でもある。役作りを重視し、聴牌しても直ぐにはリーチせず、数順まわして理想形になるのを待つ。口癖は「〜だぜ」。
HIDE
謎のマスクをつけた謎の関西人。上級者向けの先生役でもある。早く安くも和了るし、待って手を伸ばしもする、手牌によって柔軟なタイプ。口癖は「〜や」。

## 役満DS
『役満DS』（やくまんディーエス）は、2005年3月31日に発売されたニンテンドーDS用ソフト。『役満』シリーズの4作目である。マリオシリーズのキャラクターが対戦相手として登場する。2006年9月14日にはWi-Fi対戦に対応したマイナーチェンジ版である『Wi-Fi対応 役満DS』（ワイファイたいおう やくまんディーエス）が発売された。

## 役満Wii 井出洋介の健康麻将
『役満Wii 井出洋介の健康麻将』（やくまんウィー いでようすけのけんこうマージャン）は、2008年5月20日にダウンロード販売開始されたWiiウェア。『役満』シリーズ5作目である。井出洋介らの提唱する健康麻将（けんこうマージャン）統一ルールに固定。また、ニンテンドーDSiウェア版の『井出洋介の健康麻将DSi』は『役満』シリーズには含まれない。

## 役満 鳳凰
『役満 鳳凰』（やくまん ほうおう）は2015年2月18日にWii Uとニンテンドー3DS向けに配信を開始したダウンロードソフト。任天堂が2013年11月29日に発売した麻雀牌セット『役満 鳳凰』の名称をタイトルに使用し、一筒の柄も任天堂オリジナルの「亀」マークになっている。
ソフト本体は無料で、1日1局のプレイが可能。有料の「プレミアム会員券」を購入すると、全てのネットワーク機能が180日間使用可能になる。
インターネットを介して同機種同士、またはWii U版とニンテンドー3DS（以下3DS）版同士での対戦が可能だが、ローカル通信による対戦機能は無い。
ゲーム機本体にニンテンドーネットワークIDを登録することで、Wii U版と3DS版の間でプレミアム会員の権利やセーブデータの共有が可能となる。